# Anaspididae
Anaspididae là một họ giáp xác nước ngọt đặc hữu của Tasmania, Úc. Họ này có 3 chi và 5 loài. Nhóm giáp xác này được xem là những hóa thạch sống.

## Phân loại
Chi Allanaspides Swain, Wilson, Hickman & Ong, 1970 
- Allanaspides hickmani Swain, Wilson & Ong, 1970
- Allanaspides helonomus Swain, Wilson, Hickman & Ong, 1970

Chi Anaspides Thomson, 1894
- Anaspides tasmaniae Thomson, 1892
- Anaspides spinulae Williams, 1965

Chi Paranaspides Smith, 1908
- Paranaspides lacustris Smith, 1909

Và 2 chi đã tuyệt chủng:
- †'Anaspidites Chilton 1929
- †Koonaspides Jell & Duncan 1986